# Піски-Річицькі
Піски-Річицькі — село в Україні, у Забродівській сільській громаді Ковельського району Волинської області. Населення становить 554 особи.

## Географія
Село розташоване на лівому березі річки Прип'ять.

## Історія
У 1906 році село Пяскі Хотешівської волості Ковельського повіту Волинської губернії. Відстань від повітового міста 78 верст, від волості 19. Дворів 19, мешканців 124.

## Населення
Згідно з переписом УРСР 1989 року чисельність наявного населення села становила 581 особа, з яких 283 чоловіки та 298 жінок.
За переписом населення України 2001 року в селі мешкали 554 особи.

### Мова
Розподіл населення за рідною мовою за даними перепису 2001 року:
| Мова       | Відсоток |
| ---------- | -------- |
| українська | 98,74 %  |
| російська  | 0,90 %   |
| білоруська | 0,36 %   |